# Tatosoma alta
Tatosoma alta är en fjärilsart som beskrevs av Alfred Philpott 1913. Tatosoma alta ingår i släktet Tatosoma och familjen mätare. Inga underarter finns listade i Catalogue of Life.